# Große Hölle bei Luckow-Petershagen
Das Naturschutzgebiet Große Hölle bei Luckow-Petershagen liegt im Landkreis Uckermark in Brandenburg nördlich von Luckow-Petershagen, einem Ortsteil der Gemeinde Casekow, an der nordöstlich verlaufenden Grenze zu Mecklenburg-Vorpommern.
Das 18,82 ha große Naturschutzgebiet steht seit dem 1. Februar 1997 unter Naturschutz. 